# Бернд Лено
Бернд Лено (4. март 1992) немачки је фудбалер који игра на позицији голмана и тренутно наступа за Фулам.

## Клупска каријера

### Штутгарт
Након што је био у млађим категоријама немачког клуба, потписао је професионални уговор до јуна 2014.

### Бајер Леверкузен
Дана 10. августа 2011. Лено је отишао на позајмицу у Бајер до 31. децембра 2011. Дебитовао је против Вердер Бремена и постао тек трећи голман Бундеслиге који је сачувао своју мрежу у прва три кола првенства. 13. септембра 2011. године, када је имао 19 година и 193 дана, против Челсија у групној фази Лиге шампиона 2011/12. постао је најмлађи немачки голман икад који је наступао на мечу ЛШ.
Дана 30. новембра 2011. је званично постао члан Бајера који му је осигурао уговор до 2017. Уз неколико сјајних мечева постао је стандардан у првом тиму и касније продужио уговор до 2018..

### Арсенал
За Арсенал је дебитовао у Лиги европе у победи против Ворскле 4:1, а у Премијер лиги у победи против Вотфорда када се Петр Чех повредио. Лено је добио поверење тренера Арсенала Емерија и у континуитету је пружао добре партије за енглески тим. Своју дебитантску сезону у Премијер лиги завршио је са 32 наступа за лондонски тим. Више пута је спасао Арсенал од лоших резултата својим добрим одбранама. Након што је Микел Артета постао тренер Арсенала, Лено је остао први голман тима и наставио да бележи добре одбране. На утакмици против Брајтона повредио се када га је у паду закачио Нил Мопе због чега је до краја сезоне наступао Емилијано Мартинез. Пошто је Мартинез бележио запажене наступе, отишао је у Астон Вилу. Због тога се од наредне сезоне Лено вратио као први голман Арсенала.
Против Челсија 26. децембра 2020. године Лено је одбранио пенал Жоржињу и тако обезбедио победу Арсенала од 3:1.

## Репрезентативна каријера
Први позив да игра за репрезентацију Немачке је био у октобру 2015. за мечеве квалификација за ЕП 2016. против Ирске и Грузије.

## Статистика каријере

### Клупска
Ажурирано 31. децембра 2022.
| Клуб              | Сезона            | Лига              | Лига     | Лига   | Национални куп | Национални куп | Лига куп | Лига куп | Европа   | Европа | Укупно   | Укупно |
| Клуб              | Сезона            | Дивизија          | Утакмице | Голови | Утакмице       | Голови         | Утакмице | Голови   | Утакмице | Голови | Утакмице | Голови |
| ----------------- | ----------------- | ----------------- | -------- | ------ | -------------- | -------------- | -------- | -------- | -------- | ------ | -------- | ------ |
| Штутгарт          | 2009/10.          | 3. немачка лига   | 17       | 0      | —              | —              | —        | —        | —        | —      | 17       | 0      |
| Штутгарт          | 2010/11.          | 3. немачка лига   | 37       | 0      | —              | —              | —        | —        | —        | —      | 37       | 0      |
| Штутгарт          | 2011/12.          | 3. немачка лига   | 3        | 0      | —              | —              | —        | —        | —        | —      | 3        | 0      |
| Штутгарт          | Укупно            | Укупно            | 57       | 0      | —              | —              | —        | —        | —        | —      | 57       | 0      |
| Бајер Леверкузен  | 2011/12.          | Бундеслига        | 33       | 0      | —              | —              | —        | —        | 8        | 0      | 41       | 0      |
| Бајер Леверкузен  | 2012/13.          | Бундеслига        | 32       | 0      | 2              | 0              | —        | —        | 6        | 0      | 40       | 0      |
| Бајер Леверкузен  | 2013/14.          | Бундеслига        | 34       | 0      | 4              | 0              | —        | —        | 8        | 0      | 46       | 0      |
| Бајер Леверкузен  | 2014/15.          | Бундеслига        | 34       | 0      | 4              | 0              | —        | —        | 10       | 0      | 48       | 0      |
| Бајер Леверкузен  | 2015/16.          | Бундеслига        | 33       | 0      | 4              | 0              | —        | —        | 12       | 0      | 49       | 0      |
| Бајер Леверкузен  | 2016/17.          | Бундеслига        | 34       | 0      | 1              | 0              | —        | —        | 7        | 0      | 42       | 0      |
| Бајер Леверкузен  | 2017/18.          | Бундеслига        | 33       | 0      | 5              | 0              | —        | —        | —        | —      | 38       | 0      |
| Бајер Леверкузен  | Укупно            | Укупно            | 233      | 0      | 20             | 0              | —        | —        | 51       | 0      | 304      | 0      |
| Арсенал           | 2018/19.          | Премијер лига     | 32       | 0      | 0              | 0              | 1        | 0        | 3        | 0      | 36       | 0      |
| Арсенал           | 2019/20.          | Премијер лига     | 30       | 0      | 0              | 0              | 0        | 0        | 2        | 0      | 32       | 0      |
| Арсенал           | 2020/21.          | Премијер лига     | 35       | 0      | 2              | 0              | 2        | 0        | 10       | 0      | 49       | 0      |
| Арсенал           | 2021/22.          | Премијер лига     | 4        | 0      | 1              | 0              | 3        | 0        | —        | —      | 8        | 0      |
| Арсенал           | Укупно            | Укупно            | 101      | 0      | 3              | 0              | 6        | 0        | 15       | 0      | 125      | 0      |
| Фулам             | 2022/23.          | Премијер лига     | 15       | 0      | 0              | 0              | 0        | 0        | —        | —      | 15       | 0      |
| Укупно у каријери | Укупно у каријери | Укупно у каријери | 405      | 0      | 23             | 0              | 6        | 0        | 66       | 0      | 500      | 0      |

### Репрезентативна
Ажурирано 2. септембра 2021.
| Репрезентација | Година | Наступи | Голови |
| -------------- | ------ | ------- | ------ |
| Немачка        | 2016   | 3       | 0      |
| Немачка        | 2017   | 3       | 0      |
| Немачка        | 2020   | 2       | 0      |
| Немачка        | 2021   | 1       | 0      |
| Укупно         | Укупно | 9       | 0      |

## Трофеји
Арсенал
- ФА куп: 2019/20.
- ФА Комјунити шилд: 2020.

Немачка до 17
- ЕП до 17 година: 2009.[29]

Немачка
- Куп конфедерација: 2017.[29]